# دومبرووه گورنیچا
دومبرووه گورنیچا () (به لهستانی: Dąbrowa Górnicza) یکی از شهرهای جنوبی لهستان است. این شهر در نزدیکی کاتوویتس واقع شده‌است.